# Jaroslav Červinka starší
Jaroslav Jan Nepomuk Červinka, křtěný Jaroslav Jan (13. května 1848 Ostředek – 9. ledna 1933 Pardubice) byl ruský a československý generál, organizátor Československých legií.

## Život

### Mládí a služba v rakouské armádě
Jaroslav Červinka se narodil 13. května 1848 v Ostředku v dnešním okrese Benešov ve vlastenecké rodině JUDr. Václava Červinky a jeho ženy Alžběty rozené Vojáčkové. Po přestěhování do Prahy studoval mezi lety 1858 a 1862 na německém piaristickém gymnáziu a mezi lety 1862 a 1865 na Vyšším akademickém gymnáziu, studia ale nezakončil maturitou. Již v mládí si dal slib, že vstoupí do armády a bude bojovat za samostatnost Čech. Přihlásil se na dělostřeleckou akademii v Hranicích, ale nebyl přijat. Dne 27. března 1866 se jako dobrovolník přihlásil do rakouské armády a již v červnu téhož roku bojoval v bitvě u Náchoda. Mezi lety 1867 a 1868 se vzdělával na kadetních školách a dosáhl hodnosti poručíka a poté sloužil u jízdy postupně v Egyházy, Żółkiewu, Teplicích a Terezíně.

### Služba v Rusku
Za pomoci Františka Ladislava Riegra, který byl tchánem jeho bratra Václava, byl v červnu 1878 Jaroslav Červinka v hodnosti nadporučíka propuštěn z rakousko-uherské armády a již o měsíc později byl za pomoci přátel tchána a bratra zařazen ve stejné hodnosti k ruskému hulánskému pluku. Převážně pak sloužil na Volyni, kde se stýkal s místními Čechy. V únoru 1881 získal ruské občanství. V roce 1883 odešel kvůli nespokojenosti s poměry z ruské armády a pokoušel se sedlačit. V tom nebyl úspěšný a proto vstoupil roku 1885 do ruské pohraniční stráže. V roce 1891 přestoupil i s manželkou na pravoslaví, aby otevřel svým dětem možnost bez omezení studovat a dosahovat významnějších postů. Střídal pohraniční brigády a v roce 1902 dosáhl hodnosti plukovníka, předsedal brigádnímu soudu, podílel se na tvorbě předpisů. V roce 1906 se stal velitelem Čenstochovské pohraniční brigády a o dva roky později dosáhl hodnosti generálmajora. V roce 1909 byl nucen odejít do výslužby, protože dle carova výnosu směli generálové sloužit jen do šedesáti let. Zakoupil statek v Boleslavicích v Plocké gubernii a odmítl nabídku řízení zpravodajské činnosti proti Rakousku-Uhersku. Psal odborné studie.

### První světová a ruská občanská válka
V době vypuknutí první světové války byl Jaroslav Červinka na léčení na Kavkaze, odjel ale okamžitě do Petrohradu, kde díky svým kontaktům dosáhl v září 1914 reaktivace. Byl vyslán ke Kyjevskému vojenskému obvodu, kde se začal věnovat vytváření českého vojska v Rusku přičemž velké zastání získal u jeho velitele Nikolaje Alexandroviče Chodoroviče a náčelníka štábu Jihozápadního frontu Michaila Vasiljeviče Alexejeva. Díky odporu krajanských spolků vznikla nejprve jen malá jednotka tzv. Česká družina, teprve později vznikaly jednotky větší. Jaroslav Červinka prosazoval využití v Rusku žijících krajanů a vojáků ze zajateckých táborů, vystupoval proti praxi přijímání dobrovolníků pouze jako řadových vojínů bez ohledu na jejich původní dosaženou hodnost. Situace se zlepšila na jaře 1917 díky výsledkům jednání Tomáše Garrigua Masaryka a Milana Rastislava Štefánika, kdy se Jaroslav Červinka stal formační komise a začal s masívními nábory dobrovolníků z řad zajatců. I tak ale narážel na různé obstrukce, které padly až po vítězné bitvě u Zborova. Po říjnové revoluci začal bránit nasazování československých jednotek na frontu po plucích, protože se obával jejich vykrvácení po faktickém kolapsu ruské armády. Začal ale ztrácet vliv a v prosinci 1917 byl jmenován inspektorem československých záložních vojsk. Uvědomoval si, že už nedokáže plně prosazovat své záměry a 16. března 1918 rezignoval, což odůvodnil nemocí, a byl poslán do výslužby. Byl nejstarším sloužícím československým legionářem.

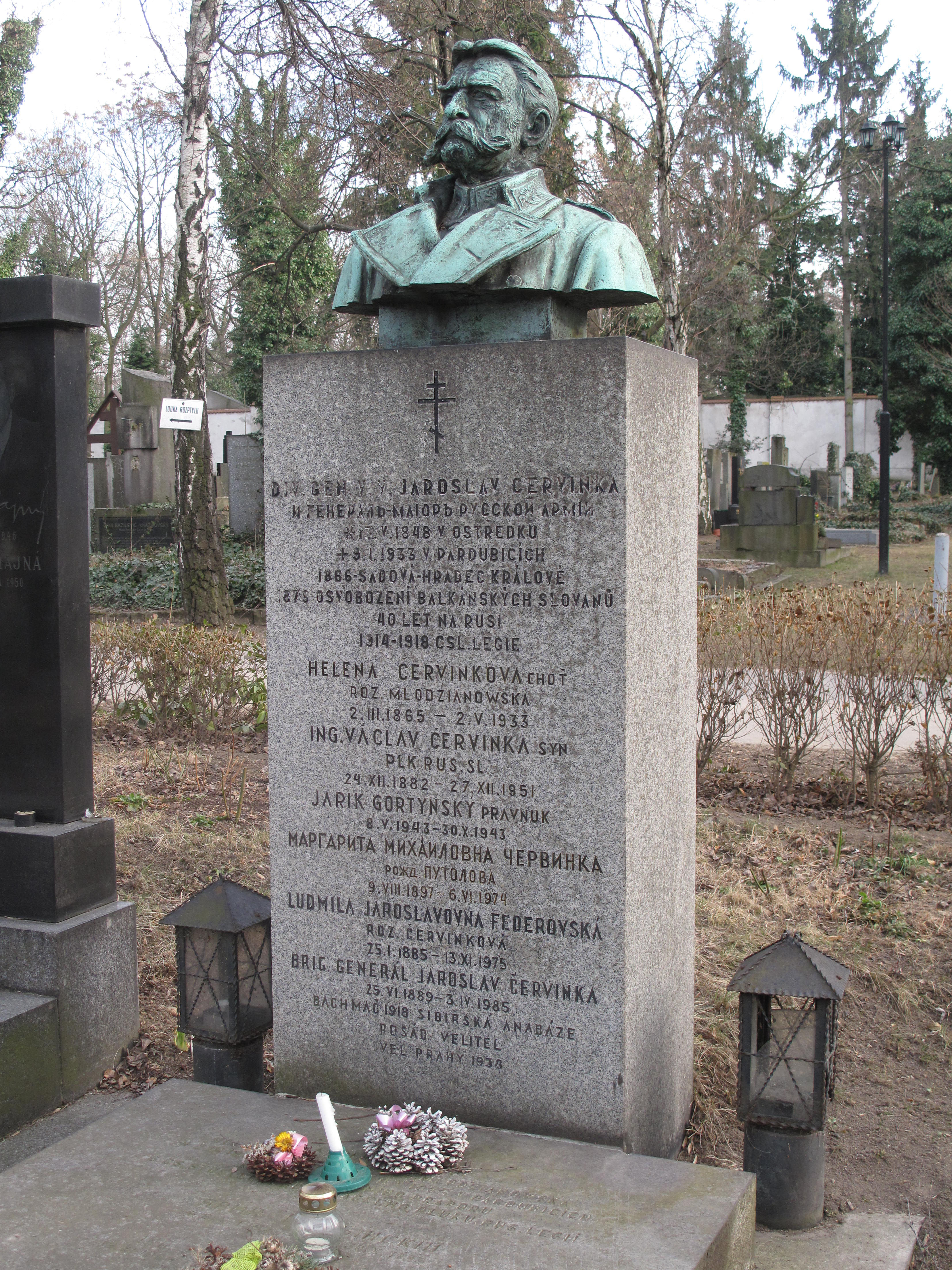
Busta Jaroslava Červinky na rodinném hrobě na Olšanských hřbitovech

### V Československu
Po různých peripetiích se Jaroslavu Červinkovi i s manželkou, dětmi a jejich rodinami podařilo dostat různými cestami do poválečného Československa. V lednu 1919 se hlásil prezidentu Masarykovi opět do československé armády, byl přijat a pověřen jejím vybavováním koňmi. Následovaly různé vedoucí funkce, definitivně do výslužby byl přeložen 1. dubna 1924. V Rábech u Pardubic zakoupil již v roce 1921 statek, literárně působil, je autorem knihy Trp, kozáče, budeš atamanem. Zemřel 9. ledna 1933 v pardubické nemocnici na bronchopneumonii. Jeho rakev byla vezena Prahou s vojenskými poctami, spočinul na Olšanských hřbitovech. Jeho žena Helena zemřela tři měsíce po něm.

## Rodina
Otec Jaroslava Červinky Václav byl právníkem a majitelem Ostředského panství, matka Alžběta dcerou statkáře z Tetína. Bratři Miloš a Otakar byli básníci a Václav hudebním skladatelem, spisovatelem a manželem spisovatelky Marie Červinkové-Riegrové, sestra Marie se provdala za Bohuslava Riegera. V roce 1882 se oženil s polskou šlechtičnou Helenou Mlodzianowskou. Manželům se v roce 1882 narodil syn Václav, 1883 syn Vladimír, 1885 dcera Ludmila, 1889 Jaroslav a 1890 syn Bohdan. Jaroslav Červinka mladší byl rovněž legionářem, v Československu dosáhl rovněž generálské hodnosti, zúčastnil se protinacistického odboje a byl perzekvován komunisty.